# Nystalea rutilans
Nystalea rutilans är en fjärilsart som beskrevs av William Schaus 1939. Nystalea rutilans ingår i släktet Nystalea och familjen tandspinnare. Inga underarter finns listade i Catalogue of Life.